# Bat Out of Hell
Bat Out of Hell è il secondo album pubblicato da Meat Loaf. Uscito nel 1977, riscosse un grande successo. È stato composto da Jim Steinman e prodotto da Todd Rundgren. Lo stile dell'opera risente dagli influssi musicali di Steinman, ovvero tematiche sonore riprese da Richard Wagner, Phil Spector e Bruce Springsteen.
L'album non fu un successo immediato, ma divenne poi uno dei maggiori successi commerciali di tutti i tempi. Steinman ne produsse un sequel nel 1993, chiamato Bat Out of Hell II: Back into Hell, che include il singolo di successo I'd Do Anything for Love (But I Won't Do That). Un secondo sequel, Bat Out of Hell III: The Monster Is Loose, è stato messo in commercio nell'ottobre 2006 con sette canzoni composte da Steinman.

## Pre-produzione
L'album si sviluppa dal musical Neverland, che Steinman scrisse per un lavoro del 1977 al Kennedy Centre. Le canzoni usate erano Bat Out of Hell, Heaven Can Wait e The Formation of the Pack, che è stata rititolata All Revved Up With No Place to Go. Il musical era una rielaborazione di Peter Pan.
Steinman e Meat Loaf ebbero diverse difficoltà a trovare una casa discografica che volesse far firmare loro un contratto per la registrazione dell'album. Secondo quanto riportato nell'autobiografia di Meat Loaf, i due spesero buona parte del 1975 e dell'anno successivo a far ascoltare il disco e a venir respinti. I due suonavano l'album dal vivo, con Steinman al piano, Meat Loaf che cantava e qualche volta Ellen Foley che duettava in Paradise with the Dashboard Lights.
Meat Loaf in particolare ricorda quando il direttore esecutivo della CBS, Clive Davis, rifiutò il progetto. Davis non solo affermò che gli attori non incidono dischi, ma criticò anche le abilità e le conoscenze di Steinman in tema di musica rock.
Meat Loaf afferma:
Todd Rundgren, comunque, trovò l'album divertente. Steinman e Meat Loaf però gli dissero di aver già firmato con la RCA.

## Registrazione
La registrazione iniziò nel 1976 negli studi di Bearsville, sobborgo di Woodstock (New York). Roy Bittan e Max Weinberg, il pianista e il batterista della E Street Band di Bruce Springsteen, suonarono nell'album, oltre ai membri del gruppo di Rundgren, gli Utopia. Edgar Winter suonò il saxofono in All Revved Up. Rundgren stesso suonò la chitarra, e lo fece anche nell'assolo motociclistico di Bat Out of Hell.
Quando Rundgren scoprì che non esisteva alcun contratto con la RCA, Albert Grossman, che era stato il manager di Bob Dylan, offrì di portare l'album alla Baersville Records, ma aveva bisogno di più soldi. Rundgren infatti, aveva fondamentalmente pagato egli stesso per le registrazioni. Mo Ostin, della Warner Bros., rimase impressionato, ma altri membri del consiglio della casa discografica rifiutarono l'album dopo averlo ascoltato dal vivo.
Un altro membro della E Street Band, Steve Van Zandt e il manager David Soneberg si adoperarono per creare un contatto con la Cleveland International Records, una sussidiaria della Epic Records. Dopo aver ascoltato l'intro parlata di You Took the Words Right out of My Mouth, Steve Popovitch accettò l'album per la Cleveland.

## Descrizione
L'album inizia con la canzone omonima, Bat Out of Hell, presa dal musical di Steinman, Neverland. È il risultato della volontà di Steinman di creare la canzone a più forte impatto di tutti i tempi. Parla di un ragazzo che sta crescendo molto velocemente ed è talmente estasiato da non vedere un ostacolo fino a quando non è troppo tardi. La canzone successiva, You Took the Words Right Out of My Mouth, inizia con un duetto dialogato tra Steinman e Marcia McClain; anche questa, come le due tracce successive è presa dal musical di Steinman. All Revved Up With No Place to Go descrive l'inizio di una relazione e la perdita della verginità della ragazza.
Il lato B si apre con Two Out of Three Ain't Bad. Questa canzone venne scritta verso la fine della produzione dell'album e fu l'unico singolo che ottenne all'uscita un buon riscontro di pubblico. La canzone tratta della rottura di due relazioni. Nel documentario dedicato al disco (per la serie Classic Albums), Rundgren evidenzia come questa canzone risenta dell'influenza degli Eagles, gruppo di grande successo all'epoca. La sesta traccia, Paradise by the Dashboard Light, è una storia epica di amore e sesso fra adolescenti. È un duetto tra Meat Loaf ed Ellen Foley, dove la coppia ricorda il loro viaggio verso un luogo appartato nel quale, avevano pianificato di fare l'amore. L'intervento nel mezzo della composizione, descrive, con una metafora sul baseball la situazione; la voce è del commentatore dei New York Yankees Phil Rizzuto. La storia procede con lei che lo ferma prima del rapporto, insistendo affinché lui dichiari il suo amore per lei. La parte finale della canzone vede i due, impegnati in una relazione astiosa, invocare la fine dei tempi perché:
Laddove la canzone che dà il titolo all'album è la definitiva "canzone su un incidente stradale", questa, secondo l'idea del compositore, è la definitiva "canzone sull'amore in auto".
L'ultima canzone dell'album, For Crying Out Loud è una canzone d'amore più calma. Racconta i cambiamenti positivi che una ragazza ha avuto sulla vita del cantante.
Confrontando l'album con quello pubblicato da Steinman negli ultimi anni sessanta, il periodico Classic Rock afferma che il linguaggio figurato di Steinman è "andato su di giri e pieno di testosterone". Canzoni come Paradise By The Dashboard Light, Two Out Of Three Ain't Bad e For Crying Out Loud evocano lo stile stereotipato di vedere la vita sessuale degli adolescenti: irrefrenabili impulsi fisici e irreali brame romantiche.

## Copertina
La copertina è stata disegnata da Richard Corben. Raffigura una motocicletta guidata da una persona con i capelli lunghi che balza fuori dal terreno di un cimitero. Una grande statua di un pipistrello torreggia dalla sommità di una pietra tombale. Nel 2001 la rivista Q l'ha inserita al numero 71 della classifica delle cento più belle copertine di album della storia."
Steinman ha cercato che il suo nome e quello di Meat Loaf comparissero allo stesso modo sulla copertina. Voleva una presentazione del genere "Jim Steinman presenta..." o "Jim e Meat" o viceversa. Per ragioni commerciali la compagnia volle che il nome del cantante comparisse in maniera riconoscibile. Grazie ad un compromesso, le parole "Canzoni di Jim Steinman" compaiono in discreta evidenza sulla copertina. Il cantante crede che probabilmente queste siano le ragioni dell'inizio del loro rapporto ricco di equivoci."
L'album è stato dedicato a Wesley e Wilma Aday (i genitori di Meat Loaf) e a Louis Steinman.

### La frase
La frase "Pipistrello uscito dall'Inferno" può essere rintracciata nella commedia di Aristofane Gli Uccelli. Questa dovrebbe essere la prima traccia di un pipistrello uscito dall'Inferno.
Steinman fece di Bat Out of Hell un trademark nel 1995, cercando di prevenire l'uso della frase da parte di Meat Loaf. Comunque nel 2006 il cantante cercò di cancellare il trademark di Steinman e usò la frase nel titolo del suo album Bat Out of Hell III: The Monster Is Loose.

## Accoglienza
Bat Out of Hell venne pubblicato dalla Cleveland International il 21 ottobre 1977. La casa madre della Cleveland International era la Epic Records, dove quasi tutti disprezzavano l'album.
Il riscontro dell'album fu basso. Steinman sostiene che fu sottopubblicizzato. I primi paesi in cui si sviluppò interesse furono Australia e Gran Bretagna. Il programma della BBC Old Grey Whistle Test mandò in onda una performance live del gruppo che eseguiva la canzone Bat Out of Hell. Secondo Classic Rock, il riscontro di pubblico fu così elevato che gli organizzatori del programma lo ritrasmisero la settimana seguente. Successivamente invitarono la band ad eseguire dal vivo Paradise by the Dashboard Light.
L'album non fu un successo immediato; le vendite crebbero piano. Bat Out of Hell tuttora vende circa 200000 copie all'anno e si stima che abbia venduto circa 34 milioni di copie in tutto il mondo, 14 milioni solo negli Stati Uniti,, oltre un milione e mezzo (25 volte disco di platino) in Australia, diventando uno dei più grandi successi di tutti i tempi. È rimasto nella classifica britannica per 474 settimane, sorpassato di poco dalle 477 settimane dell'album dei Fleetwood Mac, Rumours.
 Nel 2003 l'album venne inserito dalla rivista Rolling Stone nella lista dei migliori 500 album della storia. Nel 2006 fu votato al numero 9 in un sondaggio condotto dall'Australian Broadcasting Corporation per scoprire l'album più popolare in Australia.

Le recensioni furono inizialmente contrastanti. Rolling Stone chiamò le canzoni "eccellenti, ma... del tutto artificiose e fittizie". Gli arrangiamenti "non sono male", sebbene i musicisti fossero encomiabili. La recensione terminò con la frase "il cantante deve ancora crescere". Contemporaneamente altre recensioni furono molte positive. All Music Guide dichiarò che era "pop degno di Grand Guignol, epico, gotico, operistico e ridicolo, ed è interessante per tutte queste ragioni. Riconoscevano che Steinman è "un musicista senza pari, semplicemente perché nessuno aveva mai fatto qualcosa di epico come questo". La produzione di Rundgren veniva applaudita come l'anima della musica e delle canzoni. "Può elevare le passioni adolescenziali alla dimensione operistica; ed è sicuramente tendente al ridicolo, ma è difficile non meravigliarsi dell'abilità che si cela dietro questo ironico, meraviglioso album".

## Tracce
Tutte le canzoni sono state scritte da Jim Steinman.

### Lato A
1. Bat Out of Hell – 9:48
2. You Took the Words Right out of My Mouth (Hot Summer Night) – 5:04
3. Heaven Can Wait – 4:38
4. All Revved Up with No Place to Go – 4:19

### Lato B
1. Two Out of Three Ain't Bad – 5:23
2. Paradise by the Dashboard Light – 8:28
3. For Crying Out Loud – 8:45

L'album è stato poi ripubblicato in vari altri formati e rimasterizzazioni, compresa una versione per il venticinquennale della pubblicazione con varie bonus track.

## Musicisti
- Meat Loaf – voce solista
- Jim Steinman – arrangiamenti, tastiere (tracce 1, 2 e 6), percussioni (tracce 1 e 2)
- Todd Rundgren – arrangiamenti, cori (tracce 1-3, 5 e 6), tastiere (traccia 1), percussioni (tracce 1 e 2), chitarra (tracce 1, 2 e 4-6)
- Ken Ascher – arrangiamenti archi (tracce 3 e 5)
- Ellen Foley – cori (tracce 1, 2, 4 e 6)
- Kasim Sultan – cori (traccia 1), basso elettrico (tracce 1, 2 e 4-7)
- Marvin Lee – cori (traccia 6), percussioni (traccia 2)
- Rory Dodd – cori (tracce 1-3 e 5-7)
- John Wilcox – batteria (tracce 4-7)
- Max Weinberg – batteria (tracce 1, 2 e 6)
- Roy Bittan – tastiere (tracce 1, 2 e 6), pianoforte
- Cheryl Hardwick – pianoforte (traccia 7)
- Steve Margoshes – pianoforte (traccia 7)
- Edgar Winter – Sassofono (tracce 2, 4 e 6)
- Roger Powell – sintetizzatore (tracce 1, 2, 5 e 6)

## Crediti tecnici
- Jim Steinman – ideazione della copertina
- Ed Lee – design
- Cliff Hopson – assistente ingegnere del suono
- Richard Corben – illustrazione
- Joe Brescio – masterizzazione
- Frank Laffite – fotografia
- Todd Rundgren – produzione, ingegnere del suono, missaggio
- Ed Sprague – registrazione
- Jimmy Iovine – registrazione
- John Jansen – registrazione
- Mark Thomas – registrazione

## Classifiche
| Classifica (1977–2022) | Posizione massima |
| ---------------------- | ----------------- |
| Australia              | 1                 |
| Grecia                 | 16                |
| Regno Unito            | 3                 |
| Svizzera               | 9                 |